# هانتر (کانزاس)
هانتر (به انگلیسی: Hunter) شهری در ایالت کانزاس کشور ایالات متحده آمریکا است که جمعیت آن در سرشماری سال ۲۰۱۰ میلادی، ۵۷ نفر بوده‌است.